# Comitato Olimpico del Cile
Il Comitato Olimpico del Cile (noto anche come Comité Olímpico de Chile in spagnolo) è un'organizzazione sportiva cilena, nata nel 1934 a Santiago, Cile.
Rappresenta questa nazione presso il Comitato Olimpico Internazionale (CIO) dal 1934 ed ha lo scopo di curare l'organizzazione ed il potenziamento dello sport in Cile e, in particolare, la preparazione degli atleti cileni, per consentire loro la partecipazione ai Giochi olimpici. L'associazione è, inoltre, membro dell'Organizzazione Sportiva Panamericana.
L'attuale presidente dell'organizzazione è Miguel Ángel Mujica, mentre la carica di segretario generale è occupata da Juan Carlos Cárdenas Gueudinot.

## Presidenti
- Enrique Barbosa (1934-1935)
- Alfredo Rioja (1937-1946)
- Alejandro Rivera (1947-1961)
- Alfredo Achondo (1961-1963)
- Alberto Labra (1963-1965)
- Sabino Aguad (1965-1973)
- Armando Gellona (1974-1978)
- Isaac Froimovich (1978-1979)
- Enrique Fontecilla (1979-1980)
- Gustavo Benko (1981-1984)
- Juan Carlos Esguep (1984-1988)
- Sergio Santander (1988-1998)
- Ricardo Navarrete (1999-2000)
- Fernando Eitel (2001-2004)
- Neven Ilic (2004-2017)
- Miguel Ángel Mujica (2017-presente)